# Johann Karl Schmidt
Johann Karl Schmidt (auch Carl; * 6. April 1793 in Bernstadt auf dem Eigen, Sachsen; † 2. Dezember 1850 in Bern) war ein deutscher Lehrer, Botaniker, Konservator und Autor.
Sein botanisches Autorenkürzel lautet „J.C.Schmidt“.

## Leben und Werk
Schmidt studierte vermutlich in Dresden Naturwissenschaften und war eine Zeitlang Lehrer der Naturgeschichte in Tierfurt bei Weimar. Später unterrichtete er an der Schule von Philipp Emanuel von Fellenberg in Hofwil, wo er einen Lehrplan für den Unterricht in der Naturgeschichte ausarbeitete. Von 1830 bis 1840 unterrichtete Schmidt an der Schule von Johann Karl Christian Lippe auf Schloss Lenzburg. Anschließend zog er nach Bern, um dort als Konservator die botanische Sammlung von Robert James Shuttleworth zu betreuen. Für Shuttleworth legte Schmidt eine bedeutende Sammlung von Kieselalgen an. Schmidt veröffentlichte 1815 mit Friedrich Holl die ersten zwei Lieferungen und ab 1816 zusammen mit Gustav Kunze weitere sieben Lieferungen des Werks Deutschlands Schwämme in getrockneten Exemplaren.
Als sich Schmidt in Lenzburg aufhielt, begleiteten ihn oft Gottlieb Hünerwadels Töchter Luise und Elise bei seinen Exkursionen. 1830 erschien Schmidts handgeschriebenes Verzeichnis der wildwachsenden Pflanzen, welche im Canton Argau und angrenzenden Gebieten gesammelt wurden. 1840 erschien sein Werk Flora des Cantons Aargau.
Am 28. November 1820 wurde Johann Karl Schmidt unter der Matrikel-Nr. 1199 mit dem akademischen Beinamen Barrelierius zum Mitglied der Leopoldina gewählt.